# گمینا ابراموو
گمینا ابراموو (به لهستانی:  Gmina Abramów) یک گمینا در لهستان است که در شهرستان لوبارتوف واقع شده‌است. گمینا ابراموو ۸۴٫۵۴ کیلومتر مربع مساحت و ۴٬۱۸۲ نفر جمعیت دارد.